# Ferdinando Brambilla
Ferdinando Brambilla o Fernando Brambila (Cassano d'Adda, 12 luglio 1763 – Madrid, 23 gennaio 1834) è stato un pittore e incisore italiano.
Trascorse la maggior parte della sua vita in Spagna, dove lavorò per la corte reale. È maggiormente ricordato per la collezione di disegni eseguita durante la sua partecipazione alla spedizione Malaspina.

## Biografia
Nato a Cassano d'Adda, figlio di Carlo Francesco Brambilla e di Antonia Ferrari, iniziò a lavorare come pittore a Milano, dove studiò con Giocondo Albertolli all'Accademia di Brera. Il suo primo stile fu fortemente influenzato dal pittore francese Claude Joseph Vernet.
Nel 1790 lavorò come scenografo al Teatro alla Scala quando Francesco Melzi d'Eril e il conte Paolo Greppi, a nome del governo spagnolo, proposero che venisse aggiunto alla Spedizione Malaspina come uno degli artisti ufficiali. Fu assunto, insieme al pittore parmigiano Giovanni Ravenet, in sostituzione di altri artisti che si erano dimessi.
Nell'aprile 1791 si unì alla spedizione: dopo essersi diretto a La Coruña, si imbarcò sulla fregata El Cortés diretta in America. Ad Acapulco eseguì i suoi primi dipinti. Il naturalista Antonio Pineda affermò in seguito che Brambila viaggiò anche per dipingere antichità azteche, ma queste opere non sono state rinvenute.
I suoi dipinti includevano numerose vedute panoramiche con dettagli precisi di sistemi difensivi e monumenti da Guam, Isole Marianne, Palapa, Sorsogon City e Zamboanga nelle Filippine, Macao, Port Jackson e Parramatta in Australia, Vava'u, Lima, Buenos Aires e Montevideo.
Lui e Giovanni Ravenet si ritrovarono nel 1795 e rimasero in Spagna, lavorando per il governo con uno stipendio annuale di 27.000 reales.  In questo periodo creò litografie e incisioni basate sui suoi dipinti per un libro sulla spedizione Malaspina. Nel 1799, in occasione dell'elevazione ad arcivescovo di Toledo del cardinale Luis María de Borbón, progettò e realizzò un arco di trionfo per la cattedrale. Nello stesso anno, il re Carlos IV lo nominò "pittore, architetto e decoratore della Corte Reale". L'anno successivo si sposò, ma ebbe un solo figlio prima di rimanere vedovo.

## Dopo la spedizione

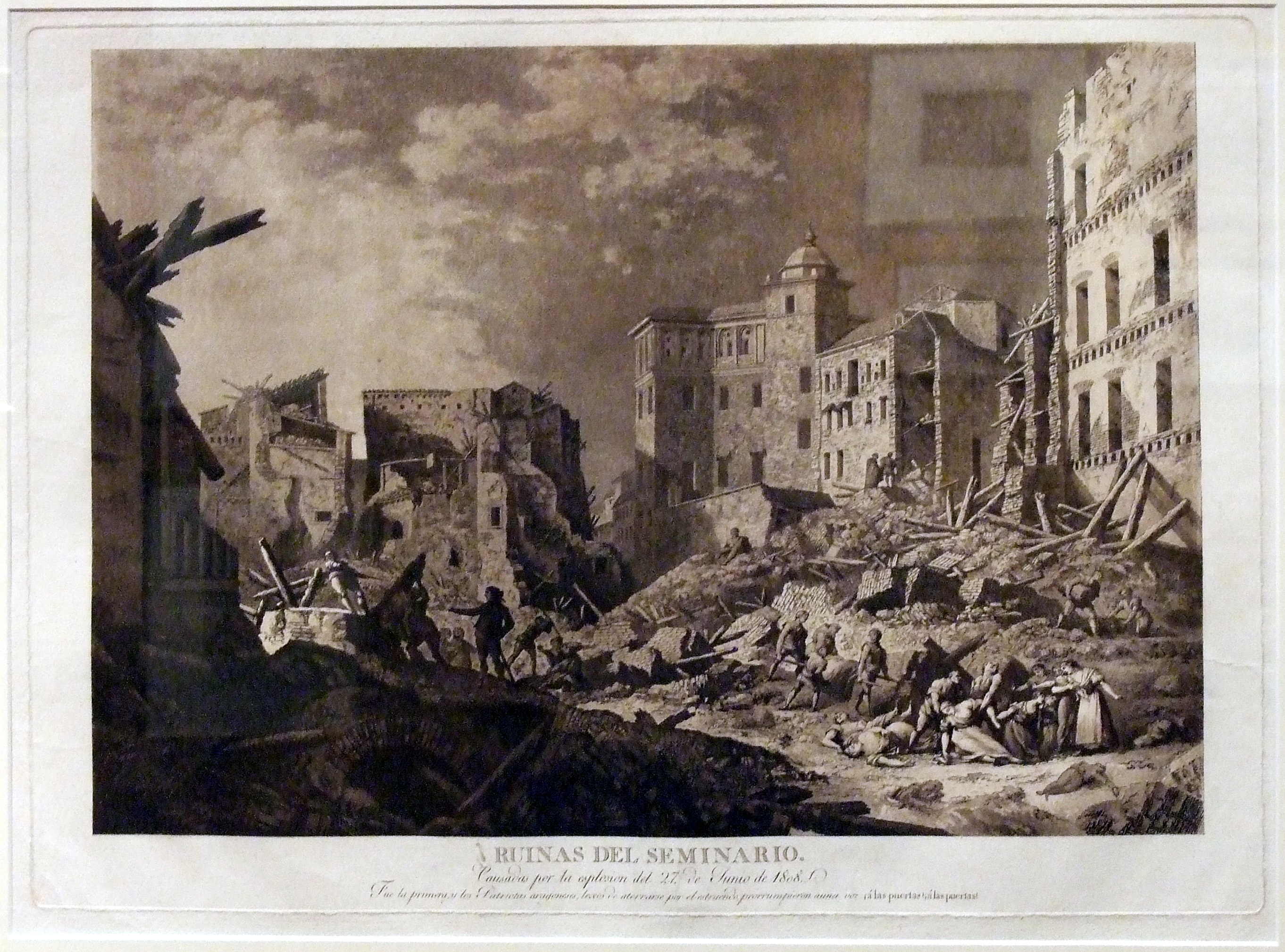
Disegno delle rovine del seminario di Saragozza, conseguenza del primo assedio da parte delle truppe napoleoniche. La litografia, postuma, fu eseguita da Juan Gálvez (1774-1846).

Nel maggio del 1806 lui e Ravenet presentarono tutte le loro opere al conte José Espinosa y Tello, Direttore dell'Ufficio Idrografico.  Due anni dopo, dopo l' assedio di Saragozza, lui e il suo collega artista Juan Gálvez vi si recarono su invito del generale José de Palafox per creare una registrazione grafica delle conseguenze dell'evento: trentadue di questi disegni furono successivamente pubblicati come Grabados de la Ruina de Zaragoza. Tornò a Madrid, poi fuggì a Cadice quando divenne ovvio che le truppe di Napoleone avrebbero preso la città.
Finita la guerra peninsulare tornò a Madrid, dove assunse l'incarico di pittore di corte sotto il nuovo re Fernando VII. Nel 1814 fu nominato Direttore del Dipartimento di arti decorative presso la Real Academia de Bellas Artes de San Fernando e l'anno successivo ottenne il titolo Accademico per merito.
Nel 1817 l'Accademia pubblicò il suo Tratado de Principios Elementales de Perspectiva. Quattro anni dopo fu incaricato di creare una serie di dipinti e litografie raffiguranti siti reali; tra cui El Escorial, Aranjuez, Buen Retiro e Palazzo Moncloa; un progetto che lo tenne impegnato fino al 1832. La raccolta conclusa venne pubblicata come Vistas de los Sitios Reales y Madrid.
Avendo sofferto di una grave malattia nel 1829, non si riprese mai del tutto: dopo aver cercato cure presso varie terme, morì nella sua casa di Madrid nel 1834.